# Les Cambrioleurs (film)
Les Cambrioleurs je francouzský němý film z roku 1898. Režisérkou je Alice Guy (1873–1968). Jedná se o jeden z jejích prvních filmů.
Film se velice podobá snímku Poursuite de cambrioleurs sur les toits (1898) od Georgese Hatota.

## Děj
Dva policisté vylezou na střechy domů, kde dochází k loupeži. Dvěma kriminálníci se brání zatčení, a tak na ně lijí vodu nebo jim skrz hlavu prorazí obrazy, kterých se zmocnili. Jejich rvačce s policisty přihlíží místní paní, která se tomu směje. Kdo zvítězí je nejasné.